# ألبرت شبير الابن
ألبرت شبير (بالألمانية: Albert Speer junior) (و. 1934 – 2017 م) هو مهندس معماري، وأستاذ جامعي، ومخطط حضري ألماني، ولد في برلين،وهو ابن ألبرت شبير (1905-1981)، المعماري وكبير المهندسين المعماريين لأدولف هتلر والذي تولى منصب وزير التسليح والإنتاج الحربي للرايخ الثالث أثناء الحرب العالمية الثانية. توفي في فرانكفورت، عن عمر يناهز 83 عاماً، بسبب سقوطه في منزله.

## أعمال بارزة
من أهم أعماله:
- ملعب ميناء الدوحة
  - ملعب سعود بن عبد الرحمن
  - ملعب الشمال
  - ملعب أم صلال.

## جوائز
حصل على جوائز منها:
- درع غوته التكريمي لمدينة فرانكفورت  [لغات أخرى]‏ (2003)
- وسام الصليب من رتبة استحقاق من جمهورية ألمانيا الاتحادية

## معرض صور

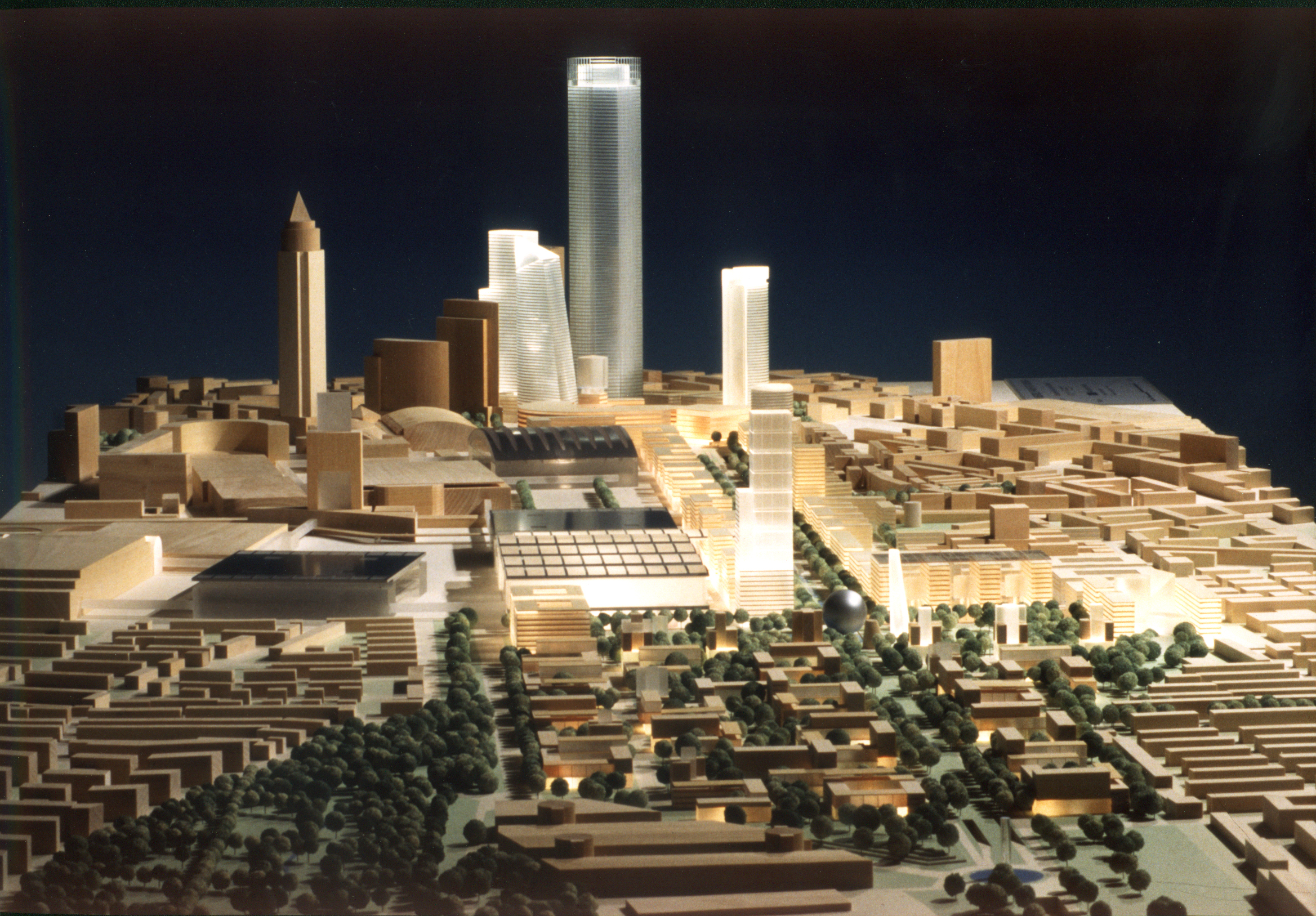
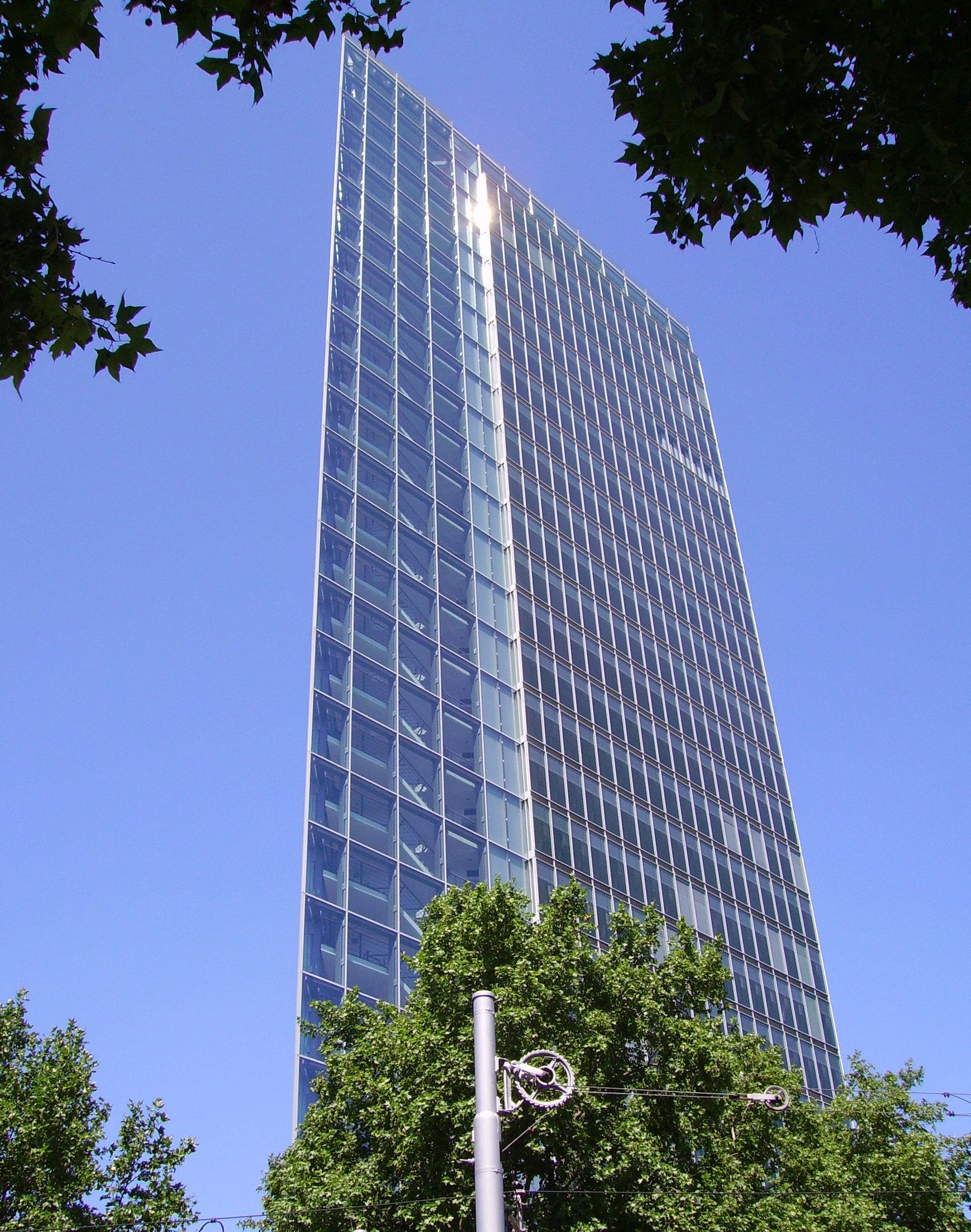
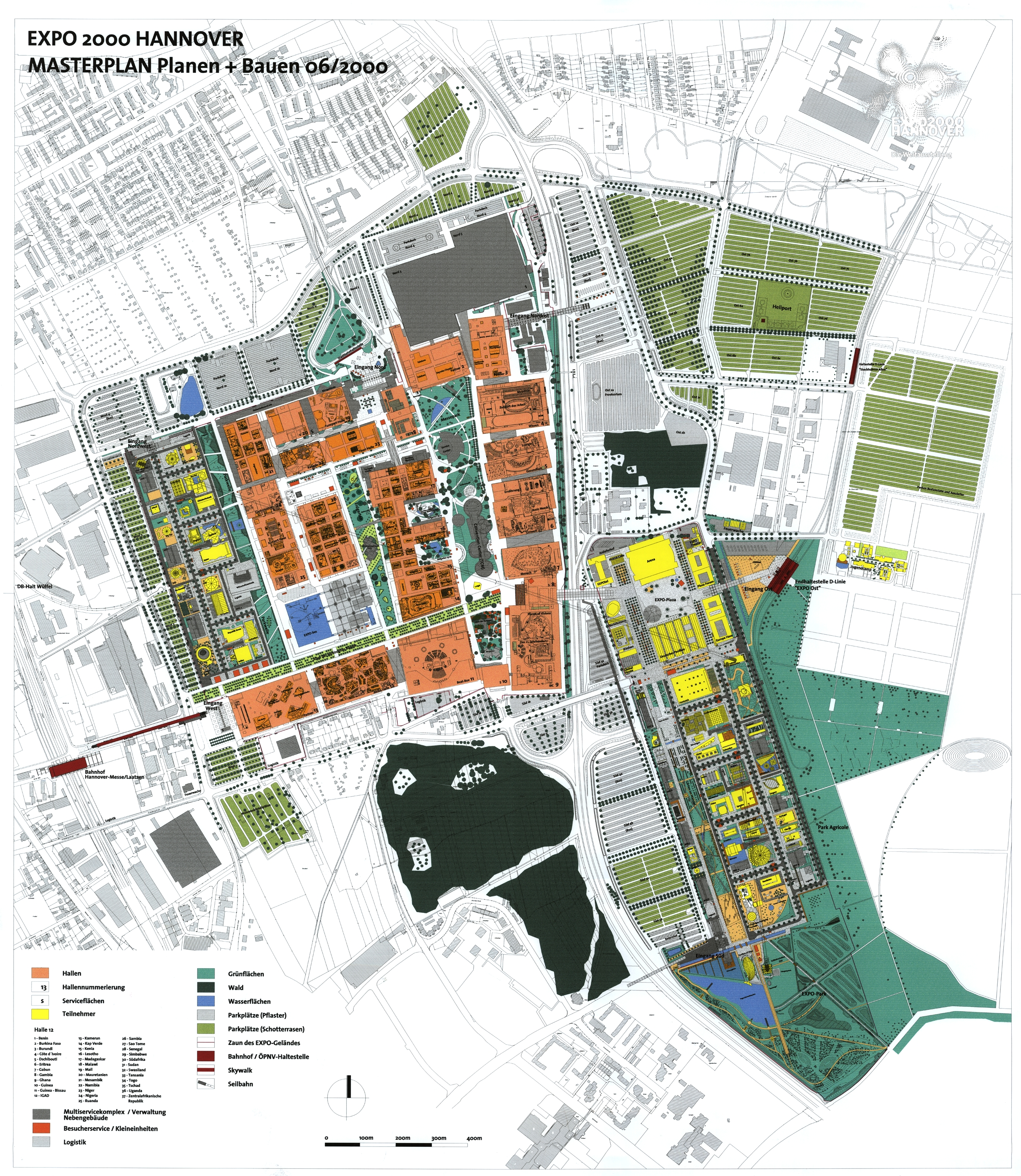
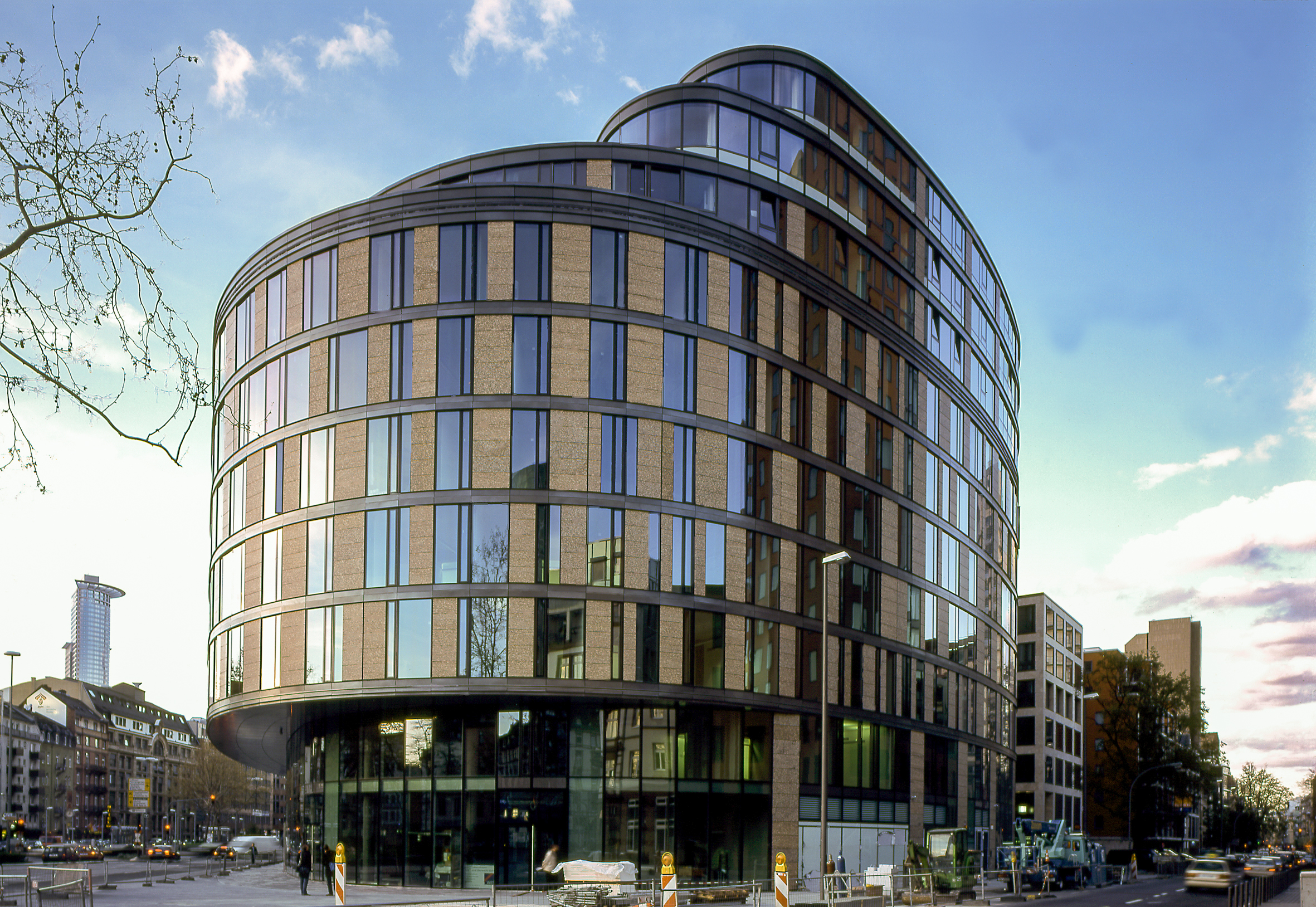
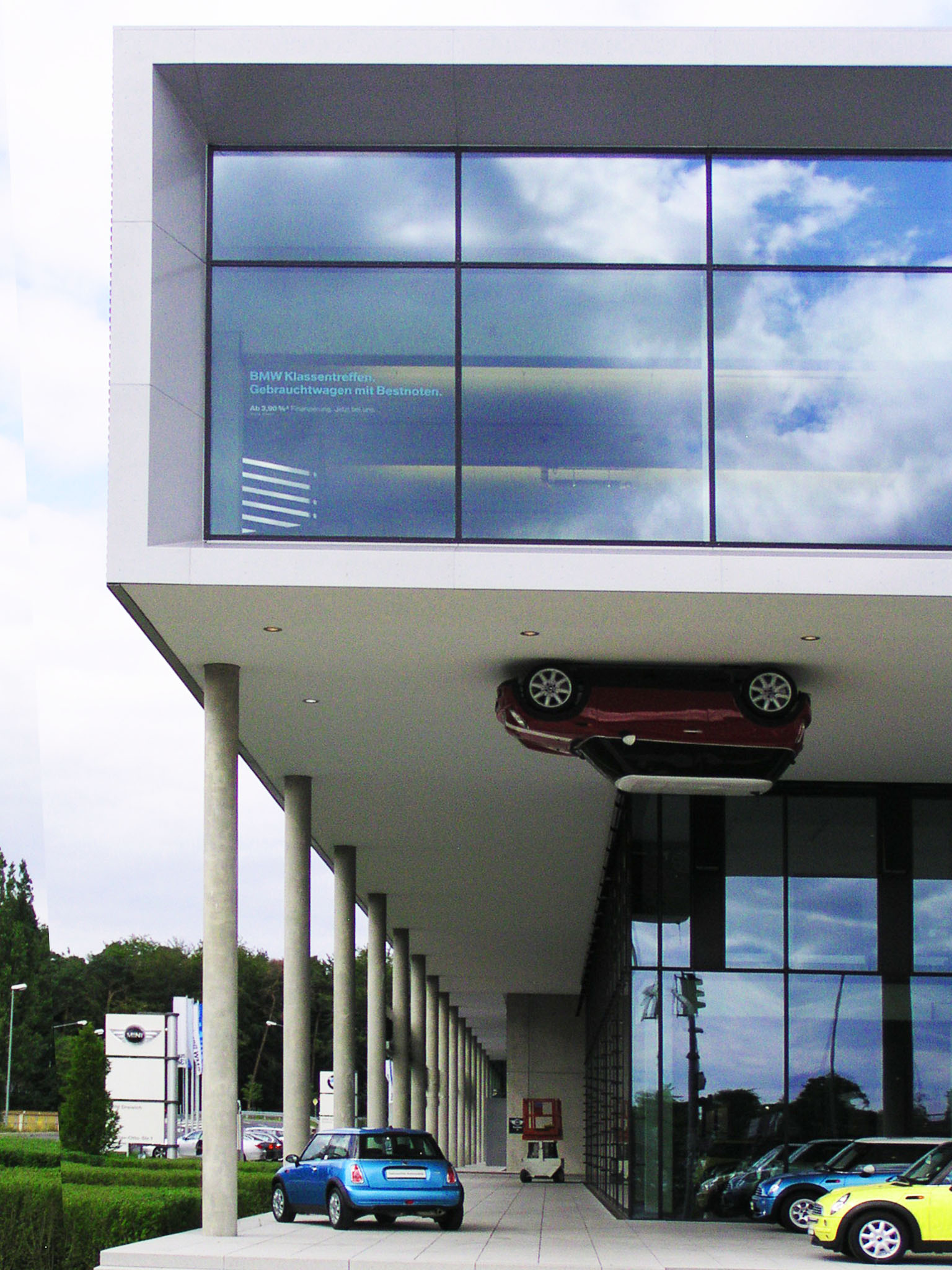

## روابط خارجية
- ألبرت شبير على موقع الموسوعة البريطانية (الإنجليزية)
- ألبرت شبير على موقع مونزينجر (الألمانية)
- ألبرت شبير على موقع إن إن دي بي (الإنجليزية)